# Jay W. MacKelvie

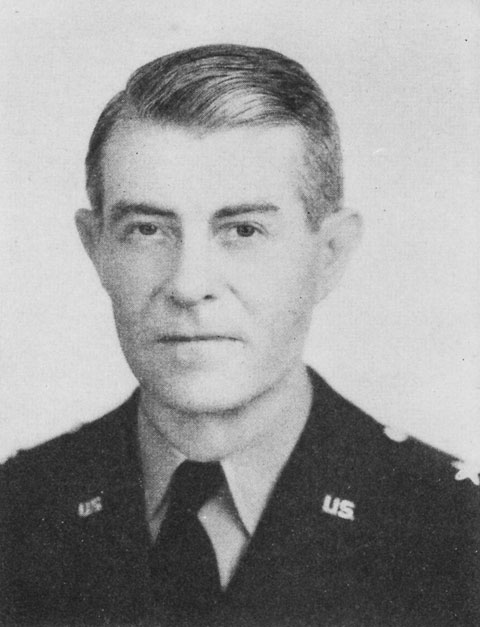
Jay W. MacKelvie

Jay Ward MacKelvie (* 23. September 1890 in Esmond, Kingsbury County, South Dakota; † 5. Dezember 1985 in Denver, Colorado) war ein Brigadegeneral der United States Army. Er war unter anderem Kommandeur der 90. Infanteriedivision.
Jay MacKelvie war ein Sohn von Francis McKelvie (1841–1891) und dessen Frau Janette Gibb Bainbridge (1851–1921). Nach dem frühen Tod des Vaters zog er mit seiner Mutter nach Galesburg in Illinois, wo er die öffentlichen Schulen besuchte. Danach war er für einige Jahre im Bergbau und bei einer Eisenbahngesellschaft tätig. Im Jahr 1913 trat er als einfacher Soldat dem amerikanischen Heer bei. Im Jahr 1917 wurde er in das Offizierskorps des Heeres aufgenommen und zunächst der Kavallerie zugeteilt. Später wechselte er zur Feldartillerie. In der Armee durchlief er anschließend alle Offiziersränge vom Leutnant bis zum Brigadegeneral.
Im Lauf seiner militärischen Karriere absolvierte MacKelvie verschiedene Kurse und Schulungen. Dazu gehörten unter anderem der Field Artillery Battery Officers' Course, das Command and General Staff College und das United States Army War College. Während des Ersten Weltkriegs war er mit den American Expeditionary Forces auf dem europäischen Kriegsschauplatz eingesetzt und nahm unter anderem an der Schlacht von St. Mihiel teil.
In den 1920er und 1930er Jahren absolvierte er den für Offiziere in den entsprechenden Rangstufen üblichen Dienst in unterschiedlichen Einheiten und Standorten. Dazu gehörten auch Aufgaben als Stabsoffizier in verschiedenen Hauptquartieren. In jener Zeit absolvierte er auch die oben angeführten Schulen.
Nach dem amerikanischen Eintritt in den Zweiten Weltkrieg gehörte MacKelvie dem Stab des Kriegsministeriums an, wo er die Abteilung für Planungen in Afrika und dem Nahen Osten leitete (Chief of African-Middle East Section). Es folgte eine Versetzung zur 85. Infanteriedivision, deren Artillerie er in den Jahren 1942 und 1943 kommandierte. Die Division war in jenen Jahren noch nicht im Krieg eingesetzt. Sie nahm an umfangreichen Manövern in den Vereinigten Staaten teil und wurde damit auf einen Kriegseinsatz vorbereitet. Nach seiner Zeit bei der 85. Infanteriedivision wurde Jay MacKelvie zur 7. Infanteriedivision versetzt, deren Artillerie er im Jahr 1943 für einige Monate kommandierte. Die Division war damals an der Schlacht um die Aleuten beteiligt. Danach erhielt er das Kommando über die Artillerie des XII. Korps, das er bis Januar 1944 behielt. Das Korps war erst ab Sommer 1944 auf dem europäischen Kriegsschauplatz eingesetzt. Zu diesem Zeitpunkt gehörte MacKelvie diesem Verband nicht mehr an.
Zwischen Januar und Juli 1944 kommandierte MacKelvie als Nachfolger von Henry Terrell Jr. die 90. Infanteriedivision. Diese Einheit wurde im Frühjahr 1944 nach England verlegt und nahm am 6. Juni 1944 an der Landung der Alliierten in der Normandie teil. Nach der erfolgreichen Landung wurde die Division in schwere Kämpfe verwickelt und erlitt enorme Verluste. Im Juli kam es im Foret de Mont-Castre erneut zu schweren Kämpfen gegen die deutschen Truppen, wobei alleine am 11. Juli 5000 amerikanische Soldaten getötet oder verwundet wurden oder in Kriegsgefangenschaft gerieten. In der Folge wurde MacKelvie als Divisionskommandeur abgelöst.
Danach kehrte er zu seiner früheren Tätigkeit als Kommandeur von Artillerieeinheiten zurück. Bis 1945 kommandierte er die Artillerie der 80. Infanteriedivision. Diese gehörte zu den Einheiten, die aus Frankreich kommend nach Deutschland vordrangen. Schließlich erreichte die Division die Grenze zur Tschechoslowakei. MacKelvies letzter Auftrag war das Kommando über die Artillerie des V. Korps, das zu den Besatzungstruppen in Deutschland gehörte. Am 30. September 1946 trat Jay MacKelvin in den Ruhestand.
Er verbrachte den ersten Teil seines Lebensabends in Battle Creek in Michigan. Dort engagierte er sich in Organisationen der zivilen Verteidigung der Stadt und des Bundesstaates. Außerdem war er für einige Zeit Mitglied im Wohlfahrtsausschuss (Board of Social Welfare) des Calhoun County. Im Jahr 1964 verlegte er seinen Wohnsitz nach Denver in Colorado, wo er den zweiten Teil seines Lebensabends verbrachte.
Der mit Ethel L. Leonard (1896–1985) verheiratete Offizier starb am 5. Dezember 1985 und wurde auf dem Nationalfriedhof Arlington beigesetzt.

## Orden und Auszeichnungen
Jay MacKelvie erhielt im Lauf seiner militärischen Laufbahn unter anderem folgende Auszeichnungen:
- Bronze Star Medal
- Purple Heart
- Orden der Ehrenlegion (Frankreich)
- Kriegskreuz (Frankreich)
- Orden des Vaterländischen Krieges (Sowjetunion)